# Scanzano Jonico
Scanzano Jonico ist eine Gemeinde in der Provinz Matera in der italienischen Region Basilikata.
In Scanzano Jonico leben 7491 Einwohner (Stand am 31. Dezember 2023). Der Ort liegt 65 km südlich von Matera. Die Nachbargemeinden sind Montalbano Jonico, Pisticci, Policoro und Tursi.
Ursprünglich war der Ort ein Ortsteil von Montalbano Jonico. 1974 wurde der Ort selbständig.